# Бромпероксидаза

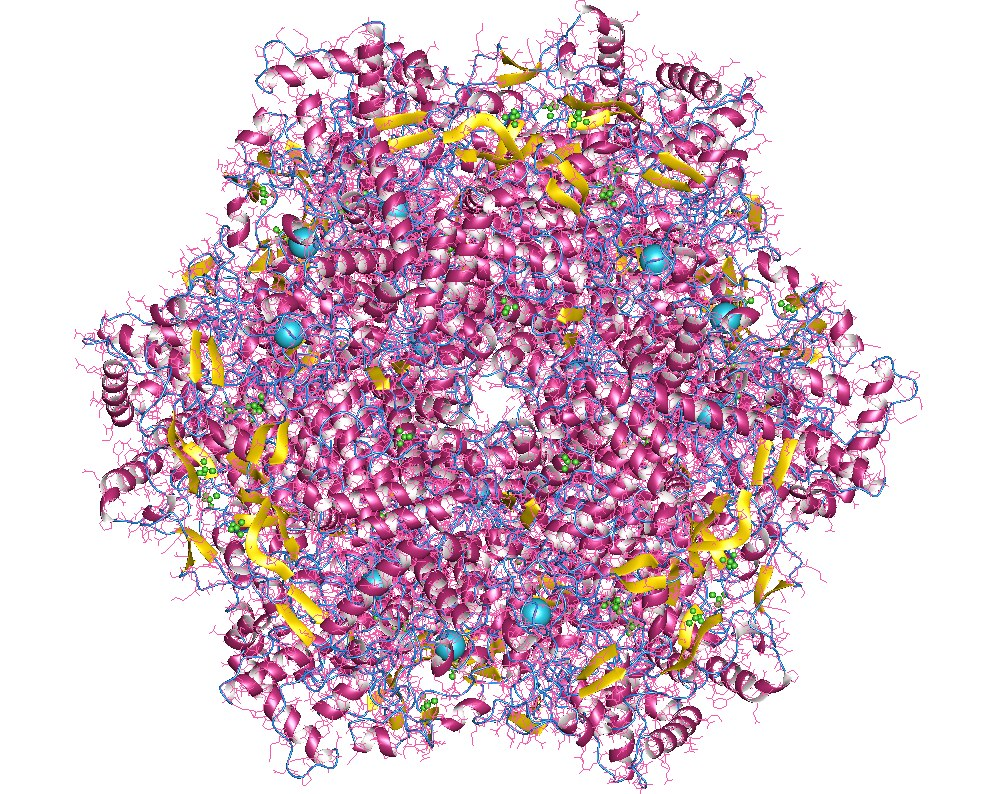
Бромпероксидаза красных морских водорослей Corallina pilulifera.

Бромпероксидаза — фермент оксидоредуктаза, катализирующий реакцию бромирования углеводородов. 

## Реакция и классификация
Фермент осуществляет следующую реакцию окисления бромида в присутствии перекиси водорода:
RH  +  Br−  +  1/2 H2O2   →   RBr  +  H2O
В номенклатуре галопероксидаз к бромпероксидазам относят только ферменты, которые способны окислять бромид, но не окисляют хлорид. По этой классификации пероксидазу эозинофилов, которая, хотя и предпочтительнее катализирует реакцию с бромидом, действует и на хлорид, не относят к бромпероксидазам.
Бромпероксидазы относят к подклассу оксидоредуктаз КФ 1.11, которые действуют на пероксид как акцептор пероксидаз и галопероксидаз.

## Распространение
Особенно широко распространены бромпероксидазы в морских водорослях, но встречается также в некоторых мхах, бактериях и грибах. Около 70% видов морских водорослей содержат бромпероксидазную активность, что объясняет большое количество в них галогенированных соединений, включая алканы, сложные алкалоиды, фенолы и другие метаболиты. Бромпероксидазы морских водорослей содержат ванадий в активном центре фермента в качестве кофактора, редчайший случай ванадийсодержащего белка. Фермент играет роль в защите и окраске водорослей. Многие соединения, образующиеся в результате действия бромпероксидазы обладают бактерицидными свойствами.
Кроме водорослей бромпероксидазы имеются у морских улиток Murex, которые продуцируют с помощью фермента пурпур, применявшийся в древности для окраски дорогих тканей, таких как королевские мантии. Кофактор бромпероксидазы улиток не охарактеризован.

## Организмы
Бромпероксидаза обнаружена в следующих видах водорослей и бактерий::
- Ulva lactuca
- Ulvella lens
- Kappaphycus alvarezii
- Eucheuma serra
- Ochtodes secundiramea
- Laminaria saccharina
- Laminaria digitata
- Murex trunculus
- Pseudomonas putida
- Streptomyces aureofaciens
- Streptomyces venezuelae
- Corallina pilulifera
- Corallina officinalis
- Streptomyces aureofaciens
- Ascophyllum nodosum